# Leopold Wilhelm von Königsegg-Rothenfels
Leopold Wilhelm von Königsegg-Rothenfels (Immenstadt, 25 maggio 1630 – Vienna, 5 febbraio 1694) è stato un nobile e politico tedesco e vice cancelliere del Sacro Romano Impero dal 1669 al 1694.

## Biografia
Il padre era il presidente della Tribunale della Camera imperiale e conte di Königsegg-Rothenfels. La madre era Maria Renata (nata Hohenzollern-Hechingen). Leopold sposò la contessa Maria Polyxena von Schärffenberg nel 1658. Successivamente sposò Eleonora Francesca di San Martino, marchesa di Parella nel 1684. Dal primo matrimonio ebbe sette figli e quattro figlie, tra cui il feldmaresciallo Joseph Lothar von Königsegg-Rothenfels.

### Carriera politica
Dal 1651 fu ciambellano dell'imperatore Ferdinando III. Nel 1653 divenne membro del Consiglio aulico imperiale (di cui divenne vicepresidente nel 1665). Nel 1656 Königsegg-Rothenfels accompagnò l'imperatore Leopoldo nei suoi viaggi in Ungheria, a Francoforte nel 1658 e in un viaggio attraverso l'Austria interiore nel 1660. Come commissario imperiale e inviato del Reichstürkenhilfe, si recò presso le corti straniere dal 1651 al 1665 e dal 1672 al 1673 per conto dell'impero.
Nel 1669 Königsegg-Rothenfels divenne vicecancelliere. Dal 1676 fu anche membro della conferenza segreta. La ragione di questo coinvolgimento piuttosto tardivo era l'isolamento politicamente deliberato della Cancelleria.  Dopo la morte dell'arcancelliere di Magonza, Johann Philipp von Schönborn, contro il quale il partito di corte aveva notevoli riserve, e dopo la morte di Hocher nel 1683 poté espandere la sua posizione. Era considerato uno dei ministri più importanti e la Cancelleria riacquistò influenza sulla politica dell'impero.

### Famiglia
Sposò Maria Polyxena von Schärffenberg da cui ebbe 12 figli; tra i quali Lothar Joseph, militare e diplomatico al servizio dell'impero.